# Gilberto Flores Muñoz
Gilberto Flores Muñoz är en ort i Mexiko.   Den ligger i kommunen Huimanguillo och delstaten Tabasco, i den sydöstra delen av landet, 600 km öster om huvudstaden Mexico City. Gilberto Flores Muñoz ligger 52 meter över havet och antalet invånare är 777.
Terrängen runt Gilberto Flores Muñoz är mycket platt. Runt Gilberto Flores Muñoz är det ganska glesbefolkat, med 45 invånare per kvadratkilometer. Närmaste större samhälle är Chontalpa, 4,6 km öster om Gilberto Flores Muñoz. Trakten runt Gilberto Flores Muñoz består till största delen av jordbruksmark.